# 法拉蒙塔诺斯德塔瓦拉
法拉蒙塔诺斯德塔瓦拉，是西班牙卡斯蒂利亚-莱昂萨莫拉省的一个市镇。 总面积54平方公里，总人口505人（2001年），人口密度約9.4人/平方公里。